# Erythrolamprus maryellenae
Erythrolamprus maryellenae, uma das espécies conhecidas como cobra-capim, é uma espécie de cobra do gênero Erythrolamprus e da família Colubridae . A espécie é encontrada no Brasil.
A localidade tipo é Anápolis, no estado de Goiás.